# Łukasz Zagrobelny
Łukasz Zagrobelny (ur. 1 lipca 1975 we Wrocławiu) – polski wokalista, od 2000 związany z Teatrem Muzycznym Roma. Członek Akademii Fonograficznej ZPAV.

## Życiorys
Ukończył Technikum Ekonomiczne we Wrocławiu o profilu eksploatacja pocztowa oraz szkołę muzyczną pierwszego i drugiego stopnia w klasie akordeonu. Studiował na Wydziale Edukacji Muzycznej Akademii Muzycznej im. Karola Lipińskiego, na której tytuł magistra sztuki jako dyrygent chóralny.
Od 15. roku życia brał udział w ogólnokrajowych amatorskich przeglądach, konkursach i festiwalach dziecięcych. W 1997 został dostrzeżony przez nauczycielkę śpiewu i specjalistkę od emisji głosu Elżbietę Zapendowską, która zaprosiła go na prowadzone przez siebie i Andrzeja Głowackiego warsztaty wokalne w Grudziądzu. W 1999 zaśpiewał piosenkę z repertuaru Mietka Szcześniaka „Przyszli o zmroku” w koncercie „Debiutów” podczas 36. Krajowego Festiwalu Piosenki Polskiej w Opolu. Po występie na festiwalu został zaproszony do współpracy przez Natalię Kukulską i zaczął śpiewać u niej w chórkach.
W 2000 został laureatem nagrody Festiwalu Artystycznego Młodzieży Akademickiej (FAMA). Następnie został zaproszony przez Macieja Pawłowskiego, kierownika muzycznego Teatru Muzycznego „Roma” w Warszawie, na casting do musicalu Miss Saigon w reżyserii Wojciecha Kępczyńskiego; ostatecznie znalazł się w obsadzie spektaklu i zagrał trzy role: Thuy, Schultza i żandarma. Wystąpił również w kolejnych musicalach wystawianych przez „Romę”: Grease (2002) jako Richie, Miss Saigon (żandarm/Thuy/Schultz), Koty Andrew Lloyda Webbera (2004) jako Wiktor, Taniec wampirów Jima Steinmana (2005), Akademia pana Kleksa (2007) Andrzeja Korzyńskiego w roli Alojzego Bąbla i Filipa Golarza, Nędznicy (2010) w roli Enjolrasa, charyzmatycznego przywódcy studentów.

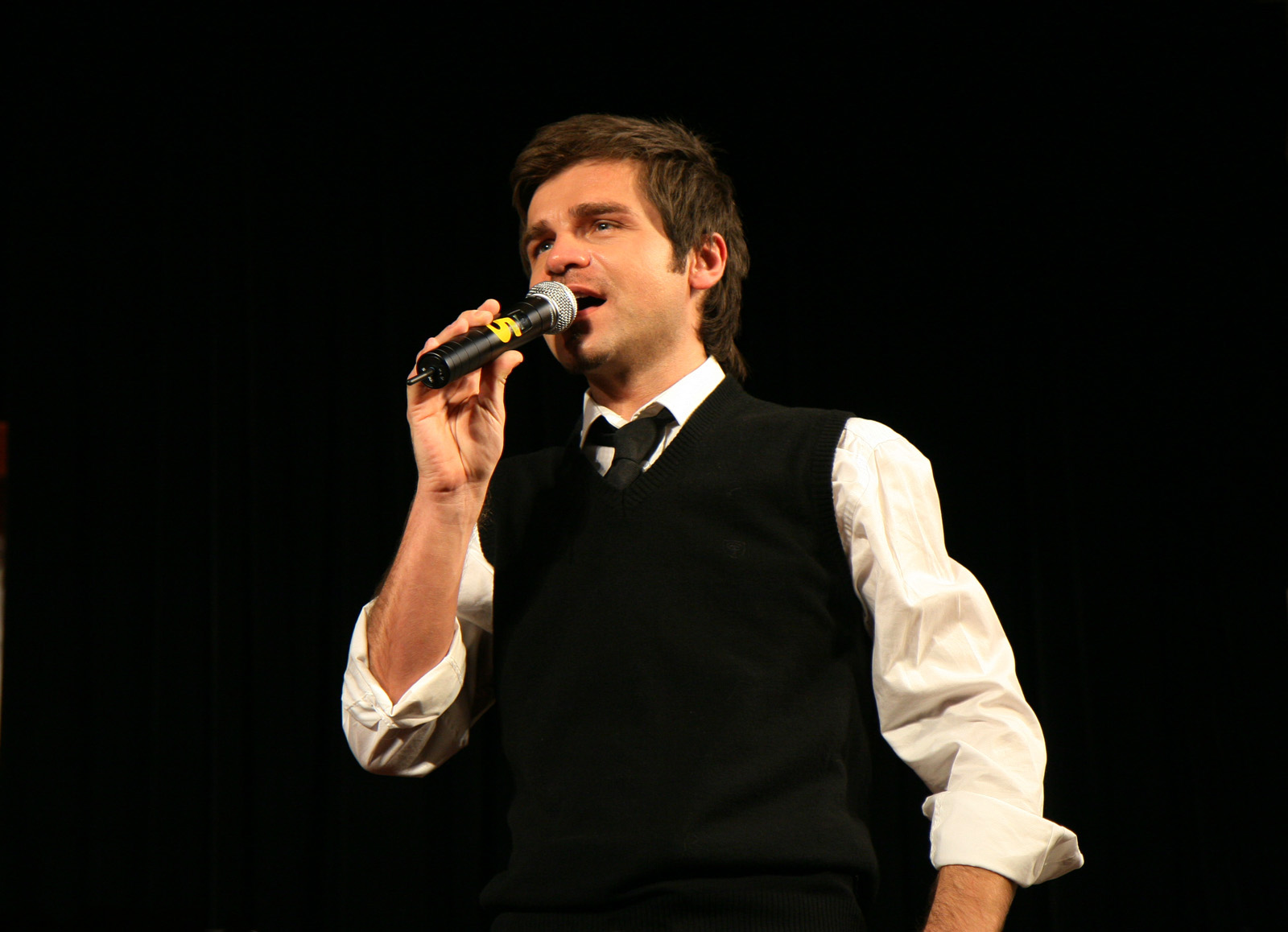
Zagrobelny (2007)

Podczas koncertów wspierał wokalnie wykonawców, m.in. Marylę Rodowicz i Ryszarda Rynkowskiego. W 2003 wystąpił w drugiej edycji programu telewizji Polsat Idol i zakwalifikował się do grupy „ostatniej szansy”, jednak nie awansował do stawki finałowej. Śpiewał w licznych programach telewizyjnych, m.in. Show!Time. W 2003 został frontmanem i wokalistą zespołu Offside. Z grupą nagrał płytę pt. Moja obsesja (2004), którą promowali utworami: „Moja obsesja” i „Wiatr od słońca”, a z piosenką „Dreaming About You” zajęli 12. miejsce w finale Krajowych Eliminacji do Konkursu Piosenki Eurowizji 2004.
24 września 2007 wydał pierwszy solowy album studyjny pt. Myśli warte słów. Promował go singlami „Nieprawda” i „Życie na czekanie”, które stały się hitami. Z piosenką „Nieprawda” wziął udział w finale konkursu 44. festiwalu sopockiego i walczył o nagrodę Bursztynowego Słowika. Nagrał też z Eweliną Flintą piosenkę „Nie kłam, że kochasz mnie” pochodzącą ze ścieżki dźwiękowej komedii romantycznej Piotra Wereśniaka Nie kłam, kochanie (2008). Utwór zyskał status przeboju i został nagrodzony Superjedynką na 45. Krajowym Festiwalu Piosenki Polskiej w Opolu oraz zdobył nagrodę publiczności i trzecie miejsce u jury na 42. Bałtyckim Festiwalu Piosenki w Karlshamn. Zagrobelny zdobył nominację do nagrody Fryderyka 2008 dla nowej twarzy fonografii. W 2008 uczestniczył w siódmej edycji programu rozrywkowego TVN Taniec z gwiazdami, otrzymał nagrodę dla artysty roku na gali Eska Music Awards i nagrał, w duecie z Hanną Stach, piosenkę „Ty i ja” na ścieżkę dźwiękową do filmu High School Musical 3: Ostatnia klasa (2008), w którym użyczył głosu głównemu bohaterowi filmu, Troyowi. Również w 2008 jego piosenka „Wolny wybór” z albumu pt. Myśli warte słów została wykorzystana w spocie telewizyjnym Banku Millennium.
24 kwietnia 2009 wydał drugi solowy album pt. Między dźwiękami. Album promowany był przez single: „Jeszcze o nas” (z muzyką Piotra Siejki i tekstem Karoliny Kozak i Zagrobelnego), „Mówisz i masz” i „Przyjdzie czas”. 27 marca 2012 wydał album pt. Ja tu zostaję, za którego wysoką sprzedaż w niespełna miesiąc po premierze uzyskał status złotej płyty. Album promował tytułowym singlem, za który otrzymał Supernagrodę Programu I Polskiego Radia na 49. KFPP w Opolu.
18 marca 2013 wydał album pt. Symfonicznie. W 2014 nagrał utwór „Tylko z tobą chcę być sobą” na potrzeby ścieżki dźwiękowej do filmu komediowego Piotra Wereśniaka Wkręceni 2 (2015). 9 września 2016 zadebiutował w roli Clopina, przywódcy wyrzutków, opiekuna i przyszywanego brata Esmeraldy w musicalu Riccarda Cocciante Notre Dame de Paris wystawianym w Teatrze Muzycznym im. Danuty Baduszkowej w Gdyni. 15 września 2017 zagrał premierowo rolę tytułową doktora Jurija Żywago w musicalu Doktor Żywago wg powieści Borysa Pasternaka na deskach Opery i Filharmonii Podlaskiej w Białymstoku. W 2019 zajął czwarte miejsce w finale 12. edycji programu Polsatu Twoja twarz brzmi znajomo.

## Dorobek artystyczny

### Teatr
| Rok       | Tytuł                | Autor                        | Rola                                                                          | Reżyser             | Teatr                                         |
| --------- | -------------------- | ---------------------------- | ----------------------------------------------------------------------------- | ------------------- | --------------------------------------------- |
| 2000–2002 | Miss Saigon          | Claude-Michel Schönberg      | Schultz, Thuy, Żandarm                                                        | Wojciech Kępczyński | Teatr Muzyczny Roma                           |
| 2002–2004 | Grease               | Warren Casey, Jim Jacobs     | Richie, Anioł Stróż (specjalista ds. nastolatek), młodzież Rydell High School | Wojciech Kępczyński | Teatr Muzyczny Roma                           |
| 2004      | Koty                 | Andrew Lloyd Webber          | kot Wiktor                                                                    | Wojciech Kępczyński | Teatr Muzyczny Roma                           |
| 2005–2006 | Taniec wampirów      | Jim Steinman                 | zespół wokalny (szlachcic, czarny wampir)                                     | Cornelius Baltus    | Teatr Muzyczny Roma                           |
| 2007      | Akademia pana Kleksa | Andrzej Korzyński            | Alojzy Bąbel/Golarz Filip                                                     | Wojciech Kępczyński | Teatr Muzyczny Roma                           |
| 2008      | Upiór w operze       | Andrew Lloyd Webber          | Upiór                                                                         | Wojciech Kępczyński | Teatr Muzyczny Roma                           |
| 2010      | Les Misérables       | Claude-Michel Schönberg      | Enjolras                                                                      | Wojciech Kępczyński | Teatr Muzyczny Roma                           |
| 2013      | Deszczowa piosenka   | Betty Comden, Adolpha Greena | Tenor                                                                         | Wojciech Kępczyński | Teatr Muzyczny Roma                           |
| 2016      | Pięć ostatnich lat   | Jason Robert Brown           | Jamie                                                                         | Wojciech Kępczyński | Teatr Muzyczny Roma                           |
| 2016      | Notre Dame de Paris  | Riccardo Cocciante           | Clopin                                                                        | Gilles Maheu        | Teatr Muzyczny im. Danuty Baduszkowej w Gdyni |
| 2017      | Doktor Żywago        | Michael Weller               | doktor Jurij Żywago                                                           | Jakub Szydłowski    | Opera i Filharmonia Podlaska                  |
| 2017      | Les Misérables       | Claude-Michel Schönberg      | Enjolras                                                                      | Zbigniew Macias     | Teatr Muzyczny w Łodzi                        |

### Dubbing (śpiew)
- 1999: Medabots
- 2000: Nowe szaty króla
- Shin-chan
- 2004: Shrek 2
- 2004: Król lew 3: Hakuna matata
- 2005: Nowe szaty króla 2
- 2008: High School Musical 3: Ostatnia klasa

## Dyskografia

### Albumy
| 2007                        | Myśli warte słów - Wydany: 24 września 2007 - Wytwórnia: QL Music - Format: CD, digital download | 34 |                    |              |
| 2009                        | Między dźwiękami - Wydany: 24 kwietnia 2009 - Wytwórnia: QL Music - Format: CD, digital download | 17 |                    |              |
| 2012                        | Ja tu zostaję - Wydany: 27 marca 2012 - Wytwórnia: Sony Music - Format: CD, digital download     | 18 | - POL: złota płyta | POL: 15 000+ |
| 2013                        | Symfonicznie - Wydany: 18 marca 2013 - Wytwórnia: Polskie Radio - Format: CD, digital download   | –  |                    |              |
| „–” album nie był notowany. |                                                                                                  |    |                    |              |

### Single
| 2007                                                     | „Nieprawda”                                       | –  | – | 1 | 22 | Myśli warte słów                          |
| 2007                                                     | „Życie na czekanie”                               | –  | – | 1 | –  | Myśli warte słów                          |
| 2008                                                     | „Nie kłam, że kochasz mnie” (oraz Ewelina Flinta) | –  | – | 1 | 1  | Nie kłam kochanie (ścieżka dźwiękowa)     |
| 2008                                                     | „Nie potrzeba więcej”                             | –  | – | – | –  | Myśli warte słów                          |
| 2008                                                     | „Ty i Ja” (oraz Hania Stach)                      | –  | – | – | –  | High School Musical 3 (ścieżka dźwiękowa) |
| 2009                                                     | „Jeszcze o nas”                                   | –  | – | 1 | –  | Między dźwiękami                          |
| 2009                                                     | „Mówisz i masz”                                   | –  | – | 1 | –  | Między dźwiękami                          |
| 2009                                                     | „Przyjdzie czas”                                  | –  | – | – | –  | Między dźwiękami                          |
| 2011                                                     | „Linia życia”                                     | –  | – | – | –  | Linia życia (ścieżka dźwiękowa)           |
| 2012                                                     | „Ja tu zostaję”                                   | –  | 1 | 1 | –  | Ja tu zostaję                             |
| 2012                                                     | „U mnie maj”                                      | –  | 1 | 1 | –  | Ja tu zostaję                             |
| 2012                                                     | „Nie zapytam Cię”                                 | –  | 1 | 4 | –  | Ja tu zostaję                             |
| 2013                                                     | „Może za jakiś czas” (oraz Grażyna Łobaszewska)   | –  | – | – | –  | Symfonicznie                              |
| 2014                                                     | „Dotrę do Ciebie”                                 | 17 | 1 | – | 5  | –                                         |
| 2015                                                     | „Tylko z Tobą chcę być sobą”                      | 18 | 1 | 3 | 20 | Wkręceni 2 (ścieżka dźwiękowa)            |
| 2016                                                     | „Gdy jesteś tu”                                   | 14 | 2 | 4 | 34 | –                                         |
| 2020                                                     | „Jeszcze nie raz”                                 | 41 | 1 | – | 44 | –                                         |
| „–” oznacza, że singel nie był notowany na danej liście. |                                                   |    |   |   |    |                                           |

## Teledyski
| Rok  | Tytuł                       | Reżyseria          | Album                                     |
| ---- | --------------------------- | ------------------ | ----------------------------------------- |
| 2007 | „Nieprawda”                 | –                  | Myśli warte słów                          |
| 2007 | „Życie na czekanie”         | Bartosz Piotrowski | Myśli warte słów                          |
| 2008 | „Nie kłam, że kochasz mnie” | Jarosław Żamojda   | Nie kłam kochanie (ścieżka dźwiękowa)     |
| 2008 | „Ty i Ja”                   | –                  | High School Musical 3 (ścieżka dźwiękowa) |
| 2009 | „Jeszcze o nas”             | –                  | Między dźwiękami                          |
| 2012 | „Ja tu zostaję”             | Roman Przylipiak   | Ja tu zostaję                             |